# 8036 Маехара
8036 Маехара (8036 Maehara) — астероїд головного поясу, відкритий 26 жовтня 1992 року.
Тіссеранів параметр щодо Юпітера — 3,221.
Названо на честь Маехара (яп. まえはら(前原) маехара)